# Hans Pizka
Hans Pizka (* 17. März 1942 in Metz, CdZ-Gebiet Lothringen) ist ein österreichischer Hornist.

## Leben
Hans Pizka wuchs als ältester Sohn des Hornisten Erich Pizka in Linz auf. Mit vier Jahren hatte er bereits Violin-Unterricht, mit neun Jahren kamen die Bratsche und das Horn dazu. Erster Lehrer war sein Vater. Später studierte er Horn bei Gottfried von Freiberg und Josef Veleba in Wien.
Pizka erhielt seine erste Kritik über sein Hornspiel im Alter von 11 Jahren. Mit 15 spielte er sein erstes Hornkonzert mit professioneller Orchesterbegleitung. Er maturierte am Akademischen Gymnasium in Linz, das aus jesuitischer Tradition kam.
Seine Orchesterkarriere begann Pizka am 1. Januar 1962 als 2. Hornist im Bruckner Orchester Linz, wechselte jedoch schon zwei Monate später zum ersten Horn.  1965 wurde er Nachfolger von Gerd Seifert als Solohornist bei den Düsseldorfer Symphonikern. Von 1967 bis 2007 war er Solohornist des Bayerischen Staatsorchesters in München. Seit 1978 spielte er oft als Einspringer am ersten Horn der Wiener Philharmoniker. Er wirkte als Dozent, Horn-Designer, Horn-Sammler, Herausgeber vieler Werke über Hörner und Produzent von CD-Aufnahmen.
Hans Pizka spielte unter der Leitung bedeutender Dirigenten, wie Herbert von Karajan, Karl Böhm, Carlos Kleiber, Wolfgang Sawallisch, Zubin Mehta, Seiji Ozawa, Riccardo Muti, Claudio Abbado, Rafael Kubelík und Leonard Bernstein. Daneben trat Hans Pizka als Solist in vielen Ländern auf.
Als Mitglied des Allschlaraffischen Symphonie-Orchesters spielte er zum Abschluss seiner Solistenlaufbahn im April 2011 Mozarts drittes Hornkonzert fünf Mal in Argentinien und Brasilien.
Zwei Jahre lang war er Vizepräsident und für 18 Jahre im Advisory Council der IHS (Internationale Horngesellschaft). 2002 ernannte die IHS ihn zum Ehrenmitglied. Er übersetzte und publizierte von 1983 bis 1994 The Horncall, die Zeitschrift der IHS in die deutsche Sprache.
Für seinen lebenslangen Einsatz für seine Kunst und seine Aktivitäten als Botschafter für die Musik wurde ihm vom österreichischen Bundespräsidenten der Professorentitel verliehen.
Pizka wurde am 22. September 2021 das Goldene Ehrenzeichen für Verdienste um die Republik Österreich verliehen.

## Werke
- Mozart und das Horn
- Wagner und das Horn
- Hornistenlexikon 1986. Selbstverlag, Kirchheim bei München, ISBN 3-922409-04-0.
- Josef Suttner – Hornist und Kammervirtuose. Schneider, Tutzing 2009, ISBN 978-3-7952-1273-5.